# Donatário
Donatário es el título que, en la organización colonial portuguesa, se daba a la persona a la que se concedía la donataria de un determinado territorio en una concepción tardo-feudal que implicaba que se delegaba en esta persona el poder del rey, quien, a cambio del pago de ciertos impuestos, recibía el encargo de administrar ese territorio, procurando colonizarlo y explotar sus recursos.
En muchos casos las donatarias eran hereditarias. En ausencia de un hijo varón se seguía, con algunas excepciones la ley sálica.
Dada la penuria de la vida en los territorios donados, era común que se dividieran en capitanías, en cada una de las cuales el concesionario estaba representado por un capitán del donatario, cargo que era en la mayoría de las veces, sobre todo cuando las donatárias eran incorporaban a la corona, también hereditario.